# 奥利韦拉-迪阿泽梅什 (葡萄牙堂区)
奥利韦拉-迪阿泽梅什（葡萄牙語：Oliveira de Azeméis）是葡萄牙阿威罗区的一个堂区。总面积7.27平方公里，总人口11168人，人口密度1536.2人/平方公里。